# Michael Wobbe
Michael Wobbe (* 1972 in Hagen/Westfalen) wurde durch seine Enttarnung als V-Mann in der neonazistischen Organisation Nationalistische Front (NF) im Auftrag des niedersächsischen Verfassungsschutzes bekannt.

## Leben
Wobbe wuchs in Quakenbrück auf und absolvierte eine Ausbildung zum Einzelhandelskaufmann. Er schloss sich der Skinheadbewegung an.
Ab April 1992 wurde der damals arbeitslose ehemalige Skinhead, der sich eigentlich von der rechtsextremen Szene abgewendet hatte, vom Niedersächsischen Landesamt für Verfassungsschutz auf Meinolf Schönborn und die NF angesetzt. Innerhalb weniger Wochen avancierte der V-Mann zum Sicherheitschef der NF. Der V-Mann war auch nach dem Verbot der NF weiterhin aktiv, berichtete nunmehr über Schönborns Untergrundaktivitäten und betätigte sich, im Auftrag des Verfassungsschutzes, als Reisekader um weitere Gruppen aufzubauen und Spenden einzusammeln. Angeblich sammelte er etwa 60.000 DM. Für seine Tätigkeiten innerhalb der NF erhielt er anfangs 300 DM – später 700 DM im Monat zuzüglich Prämien und Spesen, die gelegentlich bis zu 5.000 DM monatlich ausmachten. Der V-Mann wurde im September 1993 entpflichtet. Er gab in einem Interview 1996 selbst zu, dass ohne seine Aktivitäten verschiedene Straftaten nicht begangen worden wären.
Über Wobbes Rolle als V-Mann verfasste der Journalist Burkhard Schröder ein Buch.